# トリッチ・トラッチ・ポルカ
『トリッチ・トラッチ・ポルカ』（ドイツ語: Tritsch-Tratsch-Polka）作品214は、ヨハン・シュトラウス2世が1858年に作曲したポルカ・シュネル。

## 楽曲解説
ヨハン・シュトラウス2世は1856年より16年にわたって、夏半期はツァールスコエ・セロー市に所在地を置く鉄道会社がオファーする、高収入を見込める話に応じて、ロシア帝国の首都であったサンクトペテルブルク市近郊のパヴロフスク市でコンサート活動をした。ここでシュトラウス2世は、ロシア貴族の令嬢オルガ・スミルニツカヤと恋仲になったが、彼女の両親からは認められない秘密の恋であった。
当時のサンクトペテルブルクやその近郊は、貴族階級や裕福なヨーロッパ人の避暑地のひとつであったので、パヴロフスクでのコンサートによって、シュトラウス2世は世界的に有名になった。そのため、「ジャン」という愛称で呼ばれていたシュトラウス2世の恋も、遠いウィーンにまで伝わってゴシップとなっていた。冬半期にウィーンに戻ったシュトラウス2世は、街角で人々が「シャン」「シャニ」の恋をうわさするのを聞く。
ウィーンには当時、"Tritsch-Tratsch" という著名人のうわさを掲載した雑誌があった。この題名は、ウィーンで活躍したビーダーマイヤー作家であり、今日でもブルク劇場などで作品が上演され続けている劇作家ヨハン・ネストロイの戯曲『トリッチ・トラッチ』を借りたものである。トラッチ（Tratsch）はうわさを意味するドイツ語で、トリッチ・トラッチ（Tritschtratsch）と並べることで音遊び感覚になる。シュトラウス2世は街角の「うわさ」「おしゃべり」を歌うポルカを作曲し、雑誌を揶揄してその題名を冠したのである。
この曲の雰囲気は、多くのヨハン・シュトラウス2世のポルカと同じく、軽快で威勢が良い。なおシュトラウス2世の最初の妻ヘンリエッタ・トレフツが飼っていたプードルもまた「トリッチ・トラッチ」という名であった。もともとは合唱つきで、ウィーン少年合唱団などのレパートリーとして残っているのはその名残である。
日本においては、小学校の運動会などで比較的よく流される曲であり、知っている人も多い。また、「コレナンデ商会」でも下山啓が歌詞をつけた歌が流れたこともあった。